# 白砂沙帆
白砂 沙帆（しらす さほ、8月19日 - ）は、日本の女性声優。和歌山県出身。マウスプロモーション所属。

## 略歴
2017年、『〜みんなでゲームをつくろう〜Project LayereD（プロジェクトレイヤード）』声優オーディション企画のグランプリに選ばれ、同企画から生まれた『レイヤードストーリーズ ゼロ』のヒロイン・イオン＝ミルナ役で声優デビュー。このオーディションが無ければ声優を志す一歩を踏み出せず断念して大学生をしていたと語る。
2018年、マウスプロモーション附属俳優養成所に入所。
2020年より、マウスプロモーション所属。
アニメで初めて合格した役は、『探偵はもう、死んでいる。』のシャーロット・有坂・アンダーソン。

## 人物
趣味・特技としてバドミントン、猿腕を挙げている。方言は関西弁。

## 出演
太字はメインキャラクター。

### テレビアニメ
2018年
- ベルゼブブ嬢のお気に召すまま。（女子）

2019年
- アイカツフレンズ!〜かがやきのジュエル〜（国民）

2020年
- Lapis Re:LiGHTs（生徒）
- おちこぼれフルーツタルト（住民、女生徒）

2021年
- 裏世界ピクニック（学生、街の人たち）
- ドラゴン、家を買う。（歯の妖精）
- 探偵はもう、死んでいる。（シャーロット・有坂・アンダーソン）
- ビルディバイド（2021年 - 2022年、叶木凛風） - 2シリーズ

2022年
- その着せ替え人形は恋をする（生徒、イベント参加者）
- オリエント（五月川早苗） - 2シリーズ
- サマータイムレンダ（小舟澪）
- 可愛いだけじゃない式守さん（女子生徒）
- シャドーハウス
- 組長娘と世話係
- 遊☆戯☆王ゴーラッシュ!!
- 不徳のギルド（ノマ・ルーン）
- ぼっち・ざ・ろっく!（お客さん）
- アイドリッシュセブン Third BEAT!（女性B）

2023年
- とんでもスキルで異世界放浪メシ（ルサールカ）
- 漣蒼士に純潔を捧ぐ（天海凪沙）
- ふしぎ駄菓子屋 銭天堂（関ノ瀬なつめ）
- ぐんまちゃん（ハニワE）
- 青のオーケストラ（飯塚）
- 転生貴族の異世界冒険録〜自重を知らない神々の使徒〜（エナク）
- しまじろうのわお!（男の子）
- もののがたり（女性）
- デュエル・マスターズ WIN 決闘学園編（2023年 - 2024年、アイラ、チア妖精D）
- 文豪ストレイドッグス（警告音声）
- るろうに剣心 -明治剣客浪漫譚- (2023)（子供）
- シャングリラ・フロンティア（2023年 - 2024年、ミーア）
- 星屑テレパス（秋月彗）
- キャプテン翼シーズン2 ジュニアユース編（2023年 - 2024年、早川あづみ）
- とあるおっさんのVRMMO活動記（ゼファーナ）

2024年
- 青の祓魔師 島根啓明結社篇（同級生）
- 魔王学院の不適合者 II 〜史上最強の魔王の始祖、転生して子孫たちの学校へ通う〜（ナーヤ、トモグイ）
- 響け!ユーフォニアム3（吹奏楽部員）
- 黄昏アウトフォーカス（寿の妹）
- 先輩はおとこのこ（女子A）
- 2.5次元の誘惑（女子児童B）
- 七つの大罪 黙示録の四騎士

2025年
- サラリーマンが異世界に行ったら四天王になった話（村人オークA）
- ロックは淑女の嗜みでして（鈴ノ宮愛莉珠）
- 俺は星間国家の悪徳領主!（クルー、通信士、少女）
- 勘違いの工房主〜英雄パーティの元雑用係が、実は戦闘以外がSSSランクだったというよくある話〜（キルシェル）
- アポカリプスホテル（ヤチヨ）
- ざつ旅-That's Journey-（女子5人組）
- アン・シャーリー（コットン次女）
- SAKAMOTO DAYS（店員）
- うたごえはミルフィーユ（生徒たち）

### 劇場アニメ
- 映画 ねこねこ日本史 〜龍馬のはちゃめちゃタイムトラベルぜよ!〜（2020年）
- らくだい魔女 フウカと闇の魔女（2023年、セシル[28]）

### Webアニメ
- マウスどうぶつえん（2022年 -  、ネズミキツネザルのさほ）
- ブルーアーカイブ 1.5周年記念ショートアニメーション（2022年、春日ツバキ）
- T・Pぼん（2024年、白木陽子[29]） - 2シリーズ[一覧 3]

### ゲーム
2017年
- レイヤードストーリーズ ゼロ（イオン＝ミルナ）

2020年
- 九龍妖魔學園紀 ORIGIN OF ADVENTURE（女生徒、音楽教師、やんちゃそうな少年 他）
- おねがい、俺を現実に戻さないで! シンフォニアステージ（シホ〈C4〉）
- 天華百剣 -斬-（会津正宗 他）
- ブレイドアンドソウル（子猿）
- ブラックスター -Theater Starless-
- 女神降ろし（クロートー）

2021年
- ブルーアーカイブ -Blue Archive-（2021年 - 2024年、春日ツバキ）
- ブラウンダスト（2021年 - 2023年、レーテ、ガルーダ）
- ウマ娘 プリティーダービー（リトルココン）
- 鬼滅の刃 ヒノカミ血風譚
- Food Fantasy-フードファンタジー（片児麺）

2022年
- アリスフィクション（メイザース）
- アークナイツ（アステジーニ）
- ソフィーのアトリエ2 〜不思議な夢の錬金術士〜（女性店員）

2023年
- モンスターストライク（味見谷リョウ、セイラム）
- サマータイムレンダ Another Horizon（小舟澪）
- ハツリバーブ（渠）
- ドールズフロントライン（MK3A1）
- シカトリス（朝日透真）
- レスレリアーナのアトリエ 〜忘れられた錬金術と極夜の解放者〜（2023年 - 2024年、レスナ・シュテルネンリヒト）
- アリス・ギア・アイギス（2023年 - 2024年、ノエル・フランシスカ）

2024年
- ファイアーエムブレム ヒーローズ（ラーラ）
- ユニコーンオーバーロード（プリム）
- パワフルプロ野球2024-2025（ルーア）
- リバースブルー×リバースエンド（ラビリス）
- 原神（ソルシュ）

2025年
- まじかる☆クリっと依久乃ちゃん（月音愛菜美）
- KANADE（伊織）
- ToHeart（リメイク版）（松原葵）

時期未定
- アッシュエコーズ（篠）

### ドラマCD
- サハラの黒鷹（2019年、リューナ[47]）
- 三兄弟おにいちゃんの恋（2019年、スーの子供時代[48]）
- ロストバージン（2019年、タレント、女子生徒[49]）
- ROMEO2（2019年、光陽の子供時代、赤ちゃん[50]）
- サハラの黒鷹2 sideアルキル（2020年、リューナ[51]）
- 黄昏アウトフォーカス（2020年、寿の妹[52]）
- 十二支色恋草子（2020年、ウリズ）

### デジタルコミック
- BadTripper（2021年、監督官[53]）
- 累々戦記（2021年、寺島秋[54]）
- 六とゆき（2021年、団子屋の看板娘[55]）
- 姉の親友、私の恋人。（2021年、優奈[56]）
- ゲームの主人公の弟であることに気がつきました（2023年、櫻井雛、女子生徒4・7・14[57]）

### ラジオ
※はインターネット配信。
- サマータイムレンダRadio（2022年、超!A&G+※）
- サマータイムレンダRadio〜Another Horizon〜（2022年 - 2023年、YouTube※）
- 超!A&G+マンスリースペシャル 白砂沙帆のしらすいーとほーむ（2023年5月、超!A&G+※・YouTube※）
- 美食アライグマみーたん（2023年 - 、ポッドキャスト※）

### その他コンテンツ
- ソーシャルボイスレコーディングサービス『Pictone』（2020年、Pictone公式サポーター[58]）
- ユニチャーム ソフィ ソフトタンポン『タンポンの誤解編』CM（2020年）[59]
- ヒアラブルデバイス『Zeeny Special Edition』（白鴎鈴蘭）
- ボイスドラマ『【ブルーアーカイブ】ツバキASMR〜穏やかな寝息に包まれて〜』（2022年、ツバキ）
- FC町田ゼルビアをつくろう〜ゼルつく〜（AbemaTV：2022年、ナレーション）[注 1]
- ボイスドラマ「恋するハミガキボイスドラマ」（2022年、千緒）
- ボイスドラマ「グループチャットオブザデッド」（2022年、山本）

## ディスコグラフィ

### キャラクターソング
| 発売日         | 商品名                                                                    | 歌                         | 楽曲                         | 備考                                                                  |
| -------------- | ------------------------------------------------------------------------- | -------------------------- | ---------------------------- | --------------------------------------------------------------------- |
| 2018年12月21日 | ネガイゴト                                                                | イオン＝ミルナ（白砂沙帆） | 「ネガイゴト」               | ゲーム『レイヤードストーリーズ ゼロ』関連オープンソース曲             |
| 2020年12月23日 | おねがい、俺を現実に戻さないで！ シンフォニアステージ VOCAL COLLECTION 01 | ファミーリア               | 「上空リヴァーバレイション」 | ゲーム『おねがい、俺を現実に戻さないで！ シンフォニアステージ』関連曲 |